# Дадкансара
Дадкансара (перс. دادقانسرا) — село в Ірані, у дегестані Морідан, у бахші Кумеле, шагрестані Лянґаруд остану Ґілян. За даними перепису 2006 року, його населення становило 117 осіб, що проживали у складі 30 сімей.